# Felsőapsa
Felsőapsa (ukránul: Верхнє Водяне [Verhnye Vogyane], románul: Apşa de Sus) falu Kárpátalja Rahói járásában.

## Földrajz
Átfolyik rajta az Apsica, melybe itt torkollik a Tyusag.

## Általános információk
Közigazgatásilag hozzátartozik: Almáspatak (Sztrimba): 90612, valamint önálló irányítószám nélkül Rika (település) (Ricsana) és Tyuság (Tjusag).

## Nevének eredete
Nevét a hagyományok szerint az Apeczka havasokban eredő Apsa folyóról kapta, mely keresztülfolyik rajta.

## Története
Felsőapsa nevét 1406-ban említette először oklevél Superior Apcha néven. A magyar alapításúnak tartott település az 1300-as évek utolsó évtizedeiig a Kusalyi Jakcs család birtokai közé tartozott. 1387-ben Zsigmond király a Kusalyi Jakcsoktól csere útján Szász fia Máramarosi János-nak adta, később pedig az Urmezei családé lett.
1429 után helybeli román nemesek birtoka volt, de a század végén a ruszin falukkal rendelkező csebi Pogány családé lett, kiknek birtokában eloroszosodott, de a településnek a 16. században még tekintélyes magyar lakossága is lehetett. Felsőapsa ismert birtokosai voltak még: 1550-ben Brodarics Máté, 1600-ban Pogány György, Pogány Péter, Pernyeszi Imre.
A trianoni békeszerződés előtt Máramaros vármegye Szigeti járásához tartozott.
1910-ben 4704 lakosából 50 magyar, 1027 német, 3594 román volt. Ebből 3646 görögkatolikus, 1029 izraelita volt.
Lakóinak száma (2003): összesen 6873 fő, Felsőapsa = 5219 fő; Almáspatak (Sztrimba) = 1320 fő, Rika + Tyuság = kb. 300 fő.